# Буцаловичі
Буцаловичі (хорв. Bucalovići) — населений пункт у Хорватії, в Істрійській жупанії у складі громади Вишнян.

## Населення
Населення за даними перепису 2011 року становило 1 осіб.
Динаміка чисельності населення поселення:

## Клімат
Середня річна температура становить 12,89 °C, середня максимальна – 26,78 °C, а середня мінімальна – -1,75 °C. Середня річна кількість опадів – 994 мм.
| Клімат поселення                              | Клімат поселення | Клімат поселення | Клімат поселення | Клімат поселення | Клімат поселення | Клімат поселення | Клімат поселення | Клімат поселення | Клімат поселення | Клімат поселення | Клімат поселення | Клімат поселення | Клімат поселення |
| Показник                                      | Січ.             | Лют.             | Бер.             | Квіт.            | Трав.            | Черв.            | Лип.             | Серп.            | Вер.             | Жовт.            | Лист.            | Груд.            |                  |
| Середній максимум, °C                         | 9,45             | 10,37            | 13,46            | 16,90            | 22,01            | 26,06            | 26,78            | 26,52            | 21,92            | 17,14            | 12,06            | 8,85             |                  |
| Середня температура, °C                       | 3,85             | 4,78             | 7,87             | 11,30            | 16,42            | 20,47            | 22,91            | 22,67            | 18,04            | 13,26            | 8,17             | 4,97             |                  |
| Середній мінімум, °C                          | −1,75            | −0,81            | 2,27             | 5,70             | 10,81            | 14,87            | 19,02            | 18,77            | 14,16            | 9,37             | 4,29             | 1,09             |                  |
| Норма опадів, мм                              | 70               | 57               | 70               | 82               | 75               | 87               | 61               | 88               | 93               | 111              | 112              | 88               |                  |
| Середньомісячна швидкість вітру, м/с          | 2.08             | 2.34             | 2.48             | 2.50             | 2.25             | 2.17             | 2.11             | 2.09             | 2.10             | 2.29             | 2.34             | 2.24             |                  |
| Середньомісячна сонячна радіація, кДж/м²·день | 4491             | 7451             | 10753            | 15115            | 19292            | 21033            | 21963            | 18813            | 13992            | 8974             | 4914             | 3783             |                  |
| --------------------------------------------- | ---------------- | ---------------- | ---------------- | ---------------- | ---------------- | ---------------- | ---------------- | ---------------- | ---------------- | ---------------- | ---------------- | ---------------- | ---------------- |
| Джерело:                                      |                  |                  |                  |                  |                  |                  |                  |                  |                  |                  |                  |                  |                  |